# Artur Szymczyk
Artur Szymczyk (ur. 16 czerwca 1976 w Ostrowcu Świętokrzyskim) – polski piłkarz grający na pozycji obrońcy.
Grał w OKS Opatów, Siarce Tarnobrzeg, CKS Czeladź, Rozwoju Katowice, GKS Katowice, Widzewie Łódź, Dyskobolii Grodzisk Wielkopolski, Stomilu Olsztyn, Drwęcy Nowe Miasto Lubawskie, Unii Janikowo, Unii Skierniewice, a także w Kotwicy Kołobrzeg. Później wyjechał na Cypr, gdzie reprezentował barwy zespołu ENAD Pólis Chrysochoús.
Po powrocie z Cypru występował przez 1,5 roku w Unii Skierniewice. W rundzie wiosennej sezonu 2010/11 został zawodnikiem, a na trzy kolejki przed końcem sezonu grającym trenerem zespołu Sorento Zadębie Skierniewice z którym awansował do IV ligi łódzkiej. Grał i trenował ten klub do wiosny sezonu 2012/13. Po nagłym wycofaniu się w marcu 2013 roku drużyny seniorskiej Sorento Zadębie Skierniewice, przeniósł się do innej lokalnej drużyny MKS Widok Skierniewice, gdzie został zawodnikiem, a potem trenerem na dwie kolejki przed końcem sezonu 2012/13. Klub po sezonie 2012/13 nie przedłużył z trenerem Szymczykiem umowy na następny sezon.
W polskiej Ekstraklasie (dawniej I liga) rozegrał 92 mecze (3 w Siarce, 59 w GKS-ie, 13 w Widzewie, 9 w Dyskobolii i 8 w Stomilu).